# هنري فرانكفورت
هنري فرانكفورت (بالهولندية: Henri Frankfort)‏ (و. 1897 – 1954 م) هو عالم مصريات، وعالم آثار، وبروفيسور (أستاذ جامعي) من هولندا. ولد في أمستردام.

## النشأة وتعليمه
ولد في أمستردام لعائلة يهودية إصلاحية،  درس فرانكفورت التاريخ في جامعة أمستردام وأنتقل بعدها إلى لندن، حيث إنه في 1924 أخذ درجة الماجستير بإشراف فلندرز بيتري. في 1927 حصل على درجة الدكتوراة من جامعة لايدن.

## مهنة
بين عامي 1925 و 1929 كان فرانكفورت مدير عمليات التنقيب في جمعية استكشاف مصر (EES) في لندن في تل العمارنة وأبيدوس وأرمنت. في عام 1929 تمت دعوته من قبل جيمس هنري برستد ليصبح مديراً ميدانياً للمعهد الشرقي (OI) في شيكاغو في رحلة إلى العراق.
في عام 1931 أصبح مراسلاً للأكاديمية الملكية الهولندية للفنون والعلوم، وقد استقال في أواخر عام 1944. أصبح عضواً أجنبياً في عام 1950.
في عام 1937، تعرّف فرانكفورت وإميل كرافيل على امرأة في «ملكة الليل» (1700BCE) ليليث من الأساطير اليهودية في وقت لاحق،  على الرغم من أن هذا التعريف تم رفضه بشكل عام.
في عام 1939 نشر ما اعتبره غاري بيكمان ربما أكثر إنجازاته العلمية تأثيراً «أسطوانة الأختام: مقال وثائقي عن الفن والدين في الشرق الأدنى القديم». في العمل التعاوني مع زوجته، جون ألبرت ويلسون وثوركيلد جاكوبسن، نشر «المغامرة الفكرية للرجل القديم» في عام 1946، وهو عمل مؤثر عن طبيعة الأسطورة والواقع. نشرت فرانكفورت (الملوك والآلهة) في عام 1948، «عمل كلاسيكي» في رأي جون بينز. وفي عام 1948 أصبح مديراً لمعهد واربورغ في لندن. جنباً إلى جنب مع واليس بودج، كان ثورياً في وقته لاقتراح أن الحضارة المصرية، ثقافياً ودينياً وعرقياً نشأت من أفريقيا، بدلاً من قاعدة آسيوية. كتب 15 كتاباً ودراسةً وحوالي 73 مقالةً لمجلاتٍ عن مصر القديمة وعلم الآثار وعلم الإنسان(الأنثروبولوجيا) الثقافية، خصوصاً في الأنظمة الدينية في الشرق الأدنى القديم.
اعترف إيريك هورنونغ في أعماله المؤثرة «مفاهيم الله في مصر القديمة، الواحد والعديدين» بدينه للعمل السابق الذي قام به هنري فرانكفورت. .
و توفي في لندن عام 1954

## روابط خارجية
- مقالات تستعمل روابط فنية بلا صلة مع ويكي بيانات